# 나마프얄 화산
나마프얄 화산(Namafjall)은 아이슬란드의 크라플라 산 바로 밑에 있는 화산 지대로, 화산 활동이 매우 활발하다. 이곳은 수많은 온천과 푸마롤, 그리고 머드팟까지 포함하고 있다. 그래서 이 지역은 복합 화산으로 여겨지며, 유황냄새는 엄청나다. 분기공에서는 뜨거운 수증기가 분출되며, 주변에 미 호까지 있다. 머드팟은 분화구가 크며, 원래는 크라플라 산의 일부이다. 그래서 이곳은 크라플라 화산지대 중 하나로 부른다. 흐베리르, 나마스카드라고도 부르기도 하며 이곳에선 과거 100차례 이상의 소규모 분화가 있었다.